# BMW iX
BMW iX je elektrické SUV vyráběné německou automobilkou BMW. Vychází z konceptu BMW iNEXT, který byl představen v roce 2018 na veletrhu IAA v Paříži. Vozidlo je již v předdprodeji, samotný prodej je naplánován na konec roku 2021. Je dodáván ve dvou provedeních - xDrive 40 a xDrive 50. Cena automobilu startuje na 2 067 000 Kč. Automobil má 5 dveří a místo na sezení pro 5 osob.

## Technologie
Automobil je postaven na koncernové platformě CLAR. Automobil má poháněná všechna kola, přičemž vpředu i vzadu nalezneme po dvou elektromotorech. Jde o kompletně elektrické SUV, které je velikostí srovnatelné s BMW X5, ale výškou střechy se blíží BMW X6.

## Technické specifikace

### Baterie
- Kapacita: 100 kWh
- Výkon nabíjení: 200 kW
- nabíjení 10-80%: 40 minut[11][12]
- nabíjení 0-100%: 11 hodin

### Rozměry[13]
- Délka: 4950 mm
- Šířka: 1700 mm
- Výška: 2000 mm
- Rozvor: 2997 mm
- Hmotnost: 2500 kg

### Jízdní vlastnosti
- Zrychlení 0-100 km/h: 6,0 sekundy[11]
- Maximální rychlost: 200 km/h
- Dojezd: 600 km
- Pohon: 4x4[14]
- Aerodynamický odpor: 0,25

## Verze
| Verze    | Kapacita akumulátoru | 0-100 km/h  | Maximální rychlost | Dojezd |
| -------- | -------------------- | ----------- | ------------------ | ------ |
| xDrive40 | 70 kWh               | 6,0 sekundy | 200 km/h           | 400 km |
| xDrive50 | 100 kWh              | 5,0 sekundy | 200 km/h           | 600 km |
| M60      | 111,5 kWh            | 3,8 sekundy | 250 km/h           | 566 km |

## Design

### Exteriér
Přední masce dominují velké ledvinky, které jsou typické pro BMW. Tyto ledvinky jsou orientované svisle. Kliky dveří jsou zapuštěné do karoserie. Automobil má bezrámová okna. V zadní části se nachází difuzory, které zlepšují aerodynamiku.

### Interiér
Palubní desce dominuje širokoúhlý dotykový displej. Na něm jsou vidět všechna jízdní data (např. rychlost apod.) a také kompletní infotainment vozidla. Volant má specifický hranatý tvar, který není obvyklý. V interiéru je dbáno na specifický design. Většina automobilu je psoklená, což jeden z rysů, které vozidlo převzalo z konceptu iNEXT.